# Afrochila
Afrochila is een geslacht van wantsen uit de familie van de Tingidae (Netwantsen). Het geslacht werd voor het eerst wetenschappelijk beschreven door Duarte-Rodrigues in 1980.

## Soorten
Het genus bevat de volgende soorten:

- Afrochila elongata Duarte Rodrigues, 1980
- Afrochila fasciata Duarte Rodrigues, 1980
- Afrochila parva Duarte Rodrigues, 1980
- Afrochila parvula Duarte-Rodrigues, 1980
- Afrochila singularis Duarte Rodrigues, 1980